# Реболейра (станция метро)
«Реболе́йра» (порт. Reboleira) — станция Лиссабонского метрополитена. Находится в городе Амадора (пригород Лиссабона), одна из четырёх станций, находящихся за границей Лиссабона (три других — «Амадора-Эшти», «Алфорнелуш» и «Одивелаш»). Конечная станция Синей линии (Линии Чайки). Соседняя станция — «Амадора-Эшти». Открыта 13 апреля 2016 года. Название связано с расположением в районе Реболейра города Амадора. Проектным названием станции было Амадора-Сул (порт. Amadora Sul), что связано с расположением на юге города.